# Bitwa pod Falkirk (1746)
Bitwa pod Falkirk – starcie zbrojne, które miało miejsce 17 stycznia 1746 roku podczas powstania jakobickiego 1745 roku.

## Wstęp
Po porażce pod Prestonpans, generał Cope został zastąpiony przez generała-porucznika Henry’ego Hawleya na stanowisku dowódcy królewskich sił zbrojnych w Szkocji. W tym czasie, w ostatnich miesiącach 1745 roku armia jakobicka ruszyła na południe w kierunku Londynu. Dotarła ona do Derby po czym, po otrzymaniu wieści o przeważających siłach królewskich zagradzających jej drogę – zawróciła na północ do Szkocji gdzie połączyła się z siłami Jakobitów oblegającymi królewskiego generała Blakeneya na zamku Stirling. W trakcie odwrotu – 18 grudnia 1745 roku armia jakobicka stoczyła zwycięską potyczkę pod Clifton Moor (zginęło 10 żołnierzy królewskich, zaś 21 zostało rannych, podczas gdy buntownicy stracili 5 zabitych).
Hawley poprowadził swą armię z okolic Edynburga w celu uwolnienia Blakeneya i ostatecznie osiągnął Falkirk. 17 stycznia 1746 buntownicy maszerowali przez wrzosowiska Falkirk na południowy zachód od miasta.

## Bitwa
Królewska armia formowała szeregi, gdy Hawley w swojej kwaterze otrzymał wiadomość o pojawieniu się buntowników. Hawley początkowo nie uwierzył, iż buntownicy ośmielą się go zaatakować. Ostatecznie jednak pogalopował do obozu, z serwetką wciąż zawiązaną pod podbródkiem.
Hawley rozkazał armii marsz na wrzosowiska. Pogoda załamała się i zaczęło intensywnie padać. Było także prawie ciemno.
Królewski generał ukształtował swą opinię o buntownikach na podstawie doświadczeń z powstania z 1715 roku. Uważał on, iż górale nie są w stanie przeciwstawić się kawalerii. Królewska armia stanęła na małym wzgórzu frontem wobec buntowników na wrzosowisku z trzema pułkami dragonów uszykowanymi w pierwszej linii na lewym skrzydle. Artyleria królewska utknęła w błocie u stóp wzgórza.
Hawley nakazał swym dragonom szarżę. Dragoni ruszyli na górali, którzy przywitali ich salwami z muszkietów. Szarża załamała się, zaś dragoni rzucili się do ucieczki w dół wzgórza do Falkirk. Wtedy górale uderzyli na dwie linie królewskiej piechoty. Większa część królewskich regimentów rzuciła się do ucieczki, tylko trzy regimenty utrzymały linię. Zdołały one osłonić drogę odwrotu armii do obozu, a następnie w kierunku Edynburga. Królewscy grenadierzy walczyli w obronie opuszczonych dział, które zdołali dociągnąć do obozu. Górale znacznie rozproszyli się w trakcie walk i wielu z nich miało wątpliwości, kto zwyciężył w bitwie, która trwała tylko około 20 minut.
Mówi się, iż generał Cope postawił 10 000 funtów na to, iż jego następca zostanie przez górali pobity.

## Ordre de Bataille
Wielka Brytania
Generał- porucznik Henry Hawley
Lewe Skrzydło
- Pułkownik Ligonier
  - trzy pułki dragonów
  - 2 pułki piechoty (milicja z Glasgow, ochotnicy z Edynburga)

Centrum
- Generał brygady Cholmondeley
  - sześć pułków piechoty (Pulteney, Howard, Cholmondeley, Munro, Wolfe, Blakeney)

Prawe skrzydło
- Generał- major Huske
  - sześć pułków piechoty (Ligonier, Price, Royal, Fleming, Battereau, Barrell)

Jakobici
Książę Karol Edward Stuart
- pułk kawalerii (gwardziści)
- pułk piechoty (irlandzcy pikinierzy)

Lewe skrzydło
- Generał John O'Sullivan
  - piechota (Stewartowie, Cameronowie, Fraserowie, Macphersononowie, Drummondowie)

Centrum
- Lord John Drummond
  - piechota (Macintoshowie, klan MacKenzie, Farquarsonowie, Maclachlanowie, Gordonowie)

Prawe skrzydło
- Lord George Murray
  - piechota (Macdonaldowie, klan Ogilvie, ochotnicy z Atholl)